# Poliziotti (film 1995)
Poliziotti è un film del 1995 diretto da Giulio Base.

## Trama
Andrea è un giovane poliziotto entrato da due anni in polizia. Un giorno sul treno che lo porta alla Questura di Torino incontra un collega, Lorenzo Ferri detto "Lazzaro", un poliziotto dai metodi poco ortodossi ma di buon cuore, ed è presto amicizia tra i due. Ad Andrea viene dato il compito di piantonare Sante Carella, un criminale ricoverato in ospedale.
Mentre "Lazzaro" sta andando ad arrestare un noto pusher, con il reale intento di ucciderlo per vendicarsi della morte del fratello deceduto a causa sua per un'overdose un anno prima, Carella durante quella stessa notte riesce abilmente a convincere Andrea a farsi scortare fuori dall'ospedale per incontrare la sua donna, sostenendo che probabilmente, dopo la convalescenza potrebbe non rivederla mai più. Carella però fugge e Andrea, non reggendo alla pressione del notevole danno causato, si suicida sparandosi. "Lazzaro" inizia così un'incalzante caccia all'uomo per vendetta.

## Produzione
Il film è tratto da un episodio di cronaca di cui si occupò Pier Paolo Pasolini il 18 luglio del 1975, pochi mesi prima di morire, firmando un articolo sul Corriere della Sera: un poliziotto, Vincenzo Rizzi, si era suicidato dopo essersi lasciato scappare un sorvegliato. Pasolini riprenderà lo stesso tema in un articolo sul Mondo del 7 agosto 1975.

## Accoglienza

### Critica
Il film non è stato ben accolto dalla critica: giudicato banale e pessimo film di genere.
Il critico cinematografico Tullio Kezich ha scritto sul Corriere della Sera del 12 febbraio 1995: «Nell’estate del 1975, pochi mesi prima della sua morte, Pier Paolo Pasolini scrivendo sul “Corriere della Sera” si occupò con affettuosa partecipazione del caso di un poliziotto, Vincenzo Rizzi, che dopo essersi ingenuamente lasciato scappare un sorvegliato si era tolto la vita. Al triste episodio si riallaccia i film Poliziotti di Giulio Base, dove i tutori dell’ordine sono due: il ligio e il matto. Andrea è un imbranato, sospiroso, tradito dalla fidanzata: niente affatto tagliato per fare il poliziotto, ha intrapreso la carriera solo per obbedire al padre. Lorenzo ha avuto un fratello ammazzato con un'overdose e, in fremente attesa di pareggiare i conti con il responsabile, affronta a mano armata e deciso a tutto l’intera criminalità. Formano un interessante duetto il ribollente Claudio Amendola e l’introverso Kim Rossi Stuart: divenuti amici per caso, durante una trasferta a Torino, finiscono accoppiati nella sorveglianza a Sante (Michele Placido) un vero gangster furbastro e spregiudicato che ha messo in scena un finto suicidio per passare dal carcere alla clinica. Mentre Lorenzo è in giro, obnubilato dalla sua sindrome vendicativa, Andrea si lascia abbindolare dalle chiacchiere del sorvegliato e accetta di accompagnarlo in un night-club dove lavora la sua amante. Sarà anche successo qualcosa di simile nella realtà, ma sullo schermo la plausibilità delle situazioni deve essere drammaturgicamente inattaccabile: a questo poliziottino tontolone e sfortunato non si riesce proprio a credere. [...] È ovvio che Lorenzo e Sante si troveranno l’uno di fronte all’altro per l’ultima sfida; ed è altrettanto ovvio a chi andrà la palma della vittoria. A parte l’impegno che ci mettono i bravi interpreti [...], il film vale per certi scorci di Torino la Nuit, abilmente ritagliati dall’operatore Dante Dalla Torre. Però la musica è invadente, l’ottica è saltabeccante, e il montaggio troppo effettato. E il tentativo di fare della psicologia si perde via via per la strada fino a un’ultima parte che scade nel peggior cinema di genere».
Mino Argentieri sul numero 4/218 di Cinemasessanta del luglio-agosto 1994: «Nel film di Base c’è una Torino di notte che si tira dietro scie di tristezza e solitudini, loschi affari, figliole da marciapiede. “Lazzaro” e Andrea non sono superuomini: proprio per questo le loro peripezie non allettano le sale cinematografiche, abituate alle turbinose e ultraspettacolari gesta dei poliziotti americani e dei fantagiustizieri. Negli anni Sessanta, Poliziotti sarebbe stato classificato come un decoroso film medio; oggi per questa categoria della produzione, però, non v’è più posto sui grandi schermi occupati dai mastodonti di Hollywood e dai loro nipotini».
Sul numero 347 di Cineforum del settembre 1995: «Terribile viaggio da Sud a Nord di un poliziotto. In una Torino da cartolina luogo di inseguimenti, innamoramenti, complicità. I corpi si amano e si picchiano senza crederci. C'è tecnica sprecata, virtuosismo inutile, argomenti affrontati con gusto pornografico e senza decenza».
Il giornalista Massimo Bertarelli ha stroncato il film su Il Giornale del 4 giugno 2001: «Banale, pur se a suo modo avvincente, dramma poliziesco diretto con qualche velleità psicologica dal giovane Giulio Base, attore-regista che da ragazzo deve aver certamente fatto indigestione di Piovre. La denuncia va a braccetto con le sequenze shoccanti in una Torino tetra, tormentata da una musica spaccatimpani, migliore comunque dei dialoghi pretenziosi e anche un po' licenziosi».